# Beniarjó
Beniarjó – gmina w Hiszpanii, w prowincji Walencja, we wspólnocie autonomicznej Walencja, o powierzchni 2,75 km². W 2011 roku liczyła 1836 mieszkańców.